# Peter Raffl
Peter Raffl (* 2. Februar 1960 in Villach) ist ein ehemaliger österreichischer Eishockeyspieler und derzeitiger -trainer. Der Stürmer spielte seine ganze Karriere beim EC VSV in der Österreichischen Eishockey-Liga. Nach Beendigung seiner aktiven Spielzeit stieg er ins Trainergeschäft ein.

## Karriere
Raffl begann seine Karriere als Jugendlicher beim EC VSV – schon mit 17 Jahren gab er sein Debüt in der Österreichischen Eishockey-Liga. Im Laufe seiner Karriere erzielte er in 494 Erstliga-Spielen insgesamt 176 Tore. Raffl spielte über 20 Jahre lang durchgehend für den VSV und war an drei Meistertiteln maßgeblich beteiligt.
Mit dem Österreichischen Nationalteam nahm Raffl außerdem an zwei Olympischen Winterspielen und sechs Weltmeisterschaften teil.
Nachdem er 1998 seine Karriere beendet hatte, wurde er Nachwuchs-Trainer beim VSV – derzeit trainiert er die U20-Mannschaft. Seine beiden Söhne Thomas und Michael wurden ebenfalls Eishockeyprofis und begannen beide ihre Karriere beim VSV.

## Erfolge und Auszeichnungen
- 1981 Österreichischer Meister mit dem EC VSV
- 1984 Kärntner Eishockey Superstar des Jahres
- 1984 Teilnahme an den Olympischen Winterspielen 1984
- 1988 Teilnahme an den Olympischen Winterspielen 1988
- 1992 Österreichischer Meister mit dem EC VSV
- 1993 Österreichischer Meister mit dem EC VSV
- 2023 „Jahrhundert-Spieler“ des EC VSV[1]